# Piotr Głażewski
Piotr Wacław Głażewski (ur. 22 lipca 1956 w Krasynystawie, zm. 6 czerwca 2010 w Gorzowie Wielkopolskim) – polski trener kajakarstwa.
Kajakarstwo uprawiał od 1968, najpierw w szkółce kajakowej przy Szkole Podstawowej nr 10 w Gorzowie Wielkopolskim, a od 1969 w barwach Zniczu Gorzów Wielkopolski. Był trzykrotnym medalistą mistrzostw Polski juniorów.  Od 1977 był szkoleniowcem MKZ Znicz, a od 1994 w założonym wraz ze swoją żoną Krystyną Głażewską, Międzynarodowym Kajakowym Klubie Sportowym. W tym samym roku został równocześnie trenerem kadry narodowej juniorek, a w latach 1997 - 2005 pracował z polską kadrą narodową seniorek. Jego zawodniczkami były m.in. Małgorzata Czajczyńska, Aneta Pastuszka, Karolina Sadalska, Joanna Skowroń i Beata Sokołowska. Trenował także syna Rafała Głażewskiego.
Zdobywca tytułu najlepszego trenera pracującego z kobietami w konkursie „Trenera roku” w 2003, trzykrotnie trener roku w Plebiscycie "Gazety Gorzowskiej" (1994, 1999, 2003). 
Zmarł 6 czerwca 2010 przegrywając walkę z chorobą nowotworową.

## Nagrody i odznaczenia
- Złoty Krzyż Zasługi